# Metropolitana di Marsiglia
La metropolitana di Marsiglia è il sistema di trasporto rapido ferroviario della città di Marsiglia, in Francia. Il servizio è effettuato con metropolitana su gomma derivata dalla tecnologia sviluppata dalla Régie autonome des transports parisiens (RATP) per la metropolitana di Parigi e fu inaugurato nel 1977. La rete comprende due linee, in parte sotterranee, con una lunghezza di 22,7 km.
Sono in progetto due estensioni: la prima, sulla Linea 1, è in costruzione, mentre la seconda, sulla Linea 2, è ancora in fase di studi preliminari.
La metropolitana è un servizio di pubblica utilità sotto il controllo della Régie des transports de Marseille (RTM).

## Rete
La rete metropolitana si compone attualmente di due linee:
| Linea  | Percorso | Percorso                   | Inaugurazione e ultima estensione | Lunghezza (km) | Stazioni | Tempo di percorrenza |
| Linea  | Inizio   | Fine                       | Inaugurazione e ultima estensione | Lunghezza (km) | Stazioni | Tempo di percorrenza |
| ------ | -------- | -------------------------- | --------------------------------- | -------------- | -------- | -------------------- |
|        | La Rose  | La Fourragère              | 1977 - 2010                       | 12,9 km        | 18       | 25 min               |
|        | Gèze     | Sainte-Marguerite - Dromel | 1984 - 2019                       | 9,8 km         | 13       | 16 min               |
| Totale | Totale   | Totale                     | Totale                            | 22,7 km        | 31       | —                    |

## Linea 1

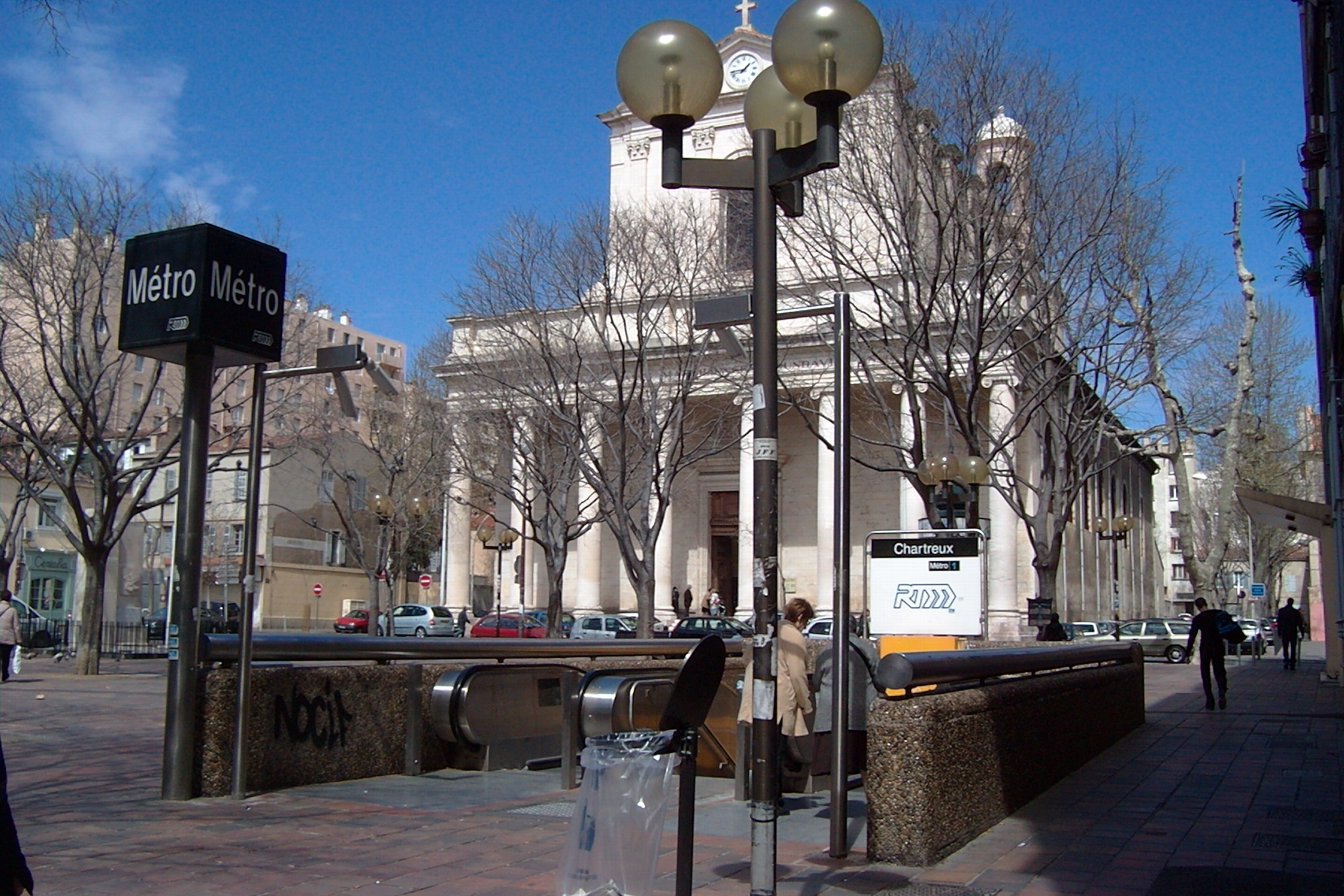
Stazione di Chartreux

La linea 1 fu aperta nel 1977, da La Rose a Saint-Charles (9,4 km e 10 stazioni), ed estesa nel 1992 fino a La Timone. In seguito vennero aggiunte le stazioni di Blancarde, Louis Armand, Saint Barnabe. Da maggio 2010 è stato aperto il nuovo collegamento fino a La Fourragère.

## Linea 2
La Linea 2 fu inaugurata nel 1992 da Bougainville a Sainte-Marguerite Dromel, ma sono in corso studi per l'estensione da Sainte-Marguerite a St-Loup. Manca comunque un prolungamento della linea verso le spiagge di Marsiglia in direzione de La Pointe Rouge, luogo molto affollato durante il fine settimana e il periodo estivo.